# Rantzau (adelsslægt)
 For alternative betydninger, se Rantzau. (Se også artikler, som begynder med Rantzau)
Rantzau (også Ranzow) er navnet på en holstensk og dansk uradelsslægt, der har stamsæde på Schloss Rantzau ved Plön. Slægtens væsentligste landområder blev 1650 ophøjet til Rigsgrevskabet Rantzau.
Slægten kendes fra 1226 med ridderen Johann Ranzow.

## Familiestruktur
- Heinrich Rantzau (†1497), amtmand over Steinburg
  - Breitenburg-linjen starter med Johan Rantzau (1492-1565), feldherre og rigsråd
    - Henrik Rantzau den yngre (1526-1599), kongelig statholder i Hertugdømmerne oo 1554 Christine von Halle
      - Frantz Rantzau (1555-1612)
        - Henrik Rantzau (1590-1644) til Schmool, holstensk landråd
          - Greverne Rantzau til Rosenvold starter med Otto Rantzau (1632 – 19. juli 1719) til Asdal og Rosenvold. Kammerherre, Gehejmeråd, storkorsridder, General, Ambassadør i Frankrig, Grevepatent 1671. Gift med Sophie Amalie Krag på Avnslev i 1670.

      - Gerd Rantzau (1558-1627), kongelig statholder i Hertugdømmerne oo II. Dorothea Brokdorf
        - Christian Rantzau (1614-1663), overstatholder, fra 1650 den 1. rigsgreve (Reichsgraf) af Rantzau
          - Ditlev Rantzau (1644-1697), kongelig statholder i Hertugdømmerne og 2. rigsgreve af Rantzau
            - Christian Ditlev Rantzau (1670-1721, formentlig myrdet af sin bror Wilhelm Adolf), 3. rigsgreve af Rantzau
            - Wilhelm Adolf Rantzau (1688-1734), 4. rigsgreve af Rantzau

    - Poul Rantzau (†1579), herre til Bothkamp oo Beate Sehested
      - Breide Rantzau (1563-1639)
        - Josias Rantzau (1609-1650), feltmarskal for Ludvig 14. af Frankrig, marskal af Frankrig oo Hedwig Margarethe Elisabeth Rantzau, datter af Gerhard

### Andre væsentlige familiemedlemmer
- Sophie Hedevig Rantzau
- Emilie Rantzau
- Anne Cathrine Rantzau
- Otto Rantzau (død 1511) til Bülk
- Poul Rantzau (død 1521)
- Cai Rantzau (o. 1490-1560) til til Kletkamp og Hanerau
- Jesper Rantzau (o. 1495-1562) til Schmool, holstensk råd
- Hans Rantzau (omkring 1500), til Nienhof, råd
- Melchior Rantzau (død 1539), statsmand
- Schack Rantzau (død 1557) til Helmstorf
- Hans Rantzau (o. 1501-1561) til Nienhof og Eskildsmark
- Godske Rantzau (o. 1501-1564) til Vamdrup og Nienhof
- Jørgen Rantzau (død ca. 1564) til Kjærsgård
- Breide Rantzau (1506-1562) til Bollingstedt, statholder
- Christoffer Rantzau (o. 1510-1571) til Bülk
- Moritz Rantzau (o. 1520-1572) til Hanerau
- Daniel Rantzau (1529–1569), dansk feltherre
- Sivert Rantzau (død 1576)
- Peder Rantzau (1535–1602), bror til Daniel, kong Frederik 2.s rådgiver
- Balthasar Rantzau (1536–1548), biskop af Lübeck
- Breide Rantzau (1556-1618) til Rantzausholm, rigsråd og statholder i København
- Ditlev Rantzau (1577-1639) til Panker, landdrost
- Marqvard Rantzau (død 1640)
- Frederik Rantzau (1590-1645) til Krapperup og Asdal
- Cai Rantzau (1591-1623) til Rantzausholm
- Hans Rantzau (død ca. 1608) til Hasselburg
- Benedict Rantzau (død ca. 1615)
- Frands Rantzau (1604-1632), rigshofmester
- Ditlev Rantzau (1617-1684), officer
- Hedwig Margarethe Elisabeth von Rantzau (Elisabeth von Rantzau, ordensnavn Maria Elisabeth; 1624–1706), grundlægger af Annunziatiner-klosteret Klein Bethlehem i Hildesheim
- Johan Rantzau (1650-1708), officer
- Jørgen Rantzau (o. 1652-1713), officer
- Frederik Rantzau (1658-1723), gehejmeråd
- Christian Rantzau (1683-1771), vicestatholder og stiftamtmand
- Benedicta Margaretha von Löwendal, født von Rantzau (1683–1776), grundlægger af Lauchhammer-værket
- Hans Rantzau (1693-1769), første holstenske godsejer, som afskaffede livegenskabet for sine bønder (1739), overpræsident
- Heinrich Rantzau (1695–1726)
- Schack Carl Rantzau (1717-1789) til Ascheberg, rigsgreve, gehejmeråd
- Otto Manderup Rantzau (1719-1768), greve, gehejmeråd
- Christian Ditlev Rantzau (1721-1767), hofmarskal, amtmand
- Cai Rantzau (1726-1792), gehejmeråd
- Carl Adolph Rantzau (1742-1814), amtmand
- Frederik Siegfred Rantzau (1744-1822), greve, officer
- Christian Ditlev Carl (1772-1812), overpræsident, rigsgreve
- Conrad Rantzau (1773-1845), rigsgreve til Breitenburg og dansk statsminister
- Christian Andreas Friedrich Rantzau (1796-1857), guvernør, rigsgreve
- Kuno af Rantzau (1805–1882), støttede udvandringen til Neuseeland
- Otto Carl Josias Rantzau (1809-1864), diplomat, rigsgreve
- Emil af Rantzau (1827–1888), slesvig-holstensk adelsmand, klosterprovst
- Anton Wilhelm Theobald Rantzau (1832-1897), viseforfatter
- Kuno af Rantzau (1843–1917), preussisk og kejserlig tysk diplomat og svigersøn til Bismarck
- Ulrich von Brockdorff-Rantzau (1869–1928), tysk politiker og udenrigsminister, leder af den tyske delegation ved Fredskonferencen i Paris 1919
- Heinrich Christian af Rantzau (1922–2001), tysk forfatter

## Slægtens steder
I Holsten:
- Schloss Breitenburg
- Schloss Rantzau (Rantzau)
- Rastorp
- Ascheberg
- Barmstedt Slotsø
- Kletkamp
- Hanerau
- Nienhof
- Panker
- Bothkamp

I Danmark:
- Rantzausholm
- Rantzausgave
- Asdal
- Gårdbogård
- Rosenvold
- Krapperup
- Det grevelige Rantzauske Forlods

## Eksterne Referencer
Slægtens Stamtræ